# Campanule à fleurs en tête
Campanula cervicaria
Espèce
La Campanule à fleurs en tête ou Campanule cervicaire (Campanula cervicaria) est une espèce de plantes vivaces de la famille des Campanulacées.

## Description

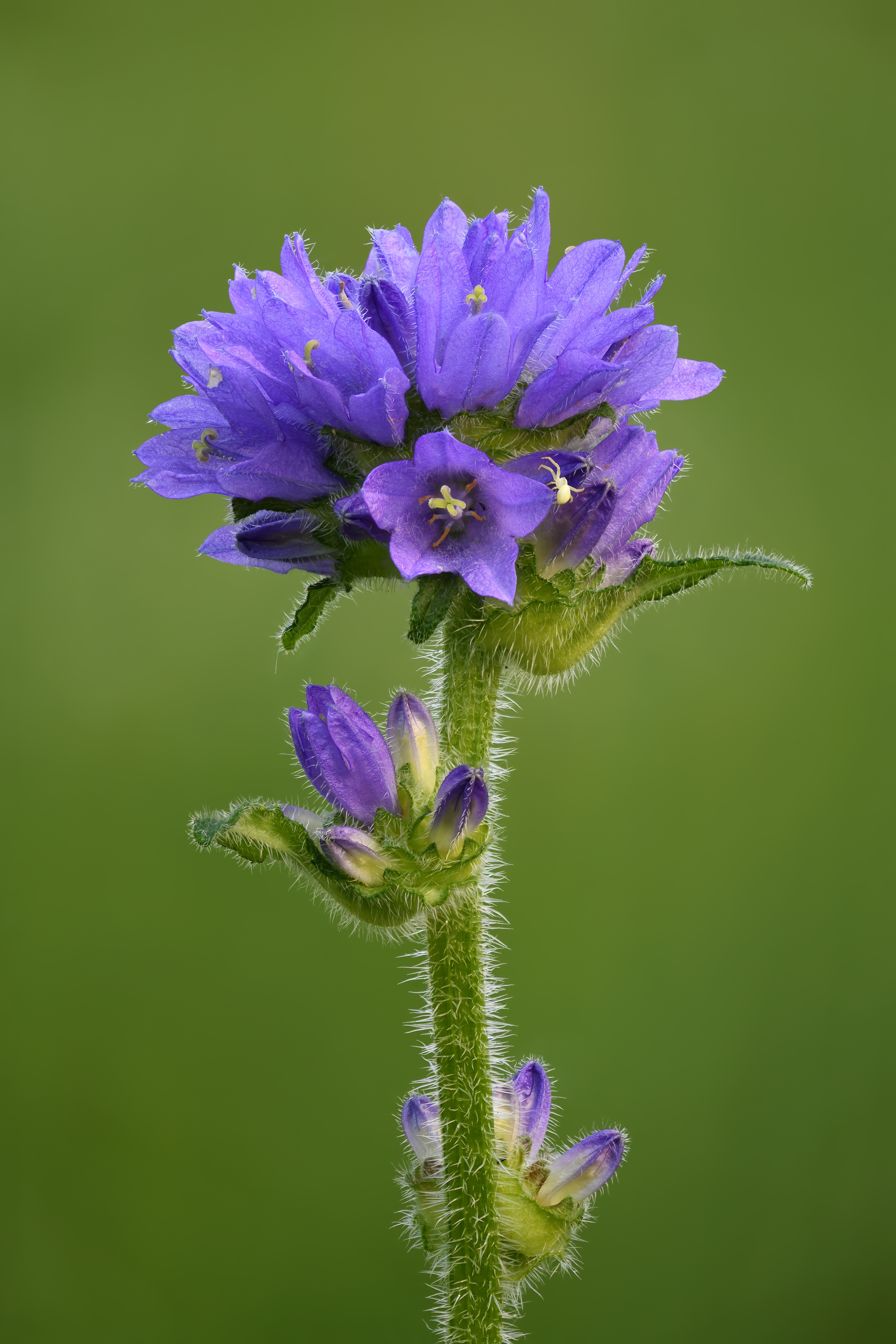
Inflorescence d'une Campanula cervicaria, vers Keila en Estonie.

## Habitat

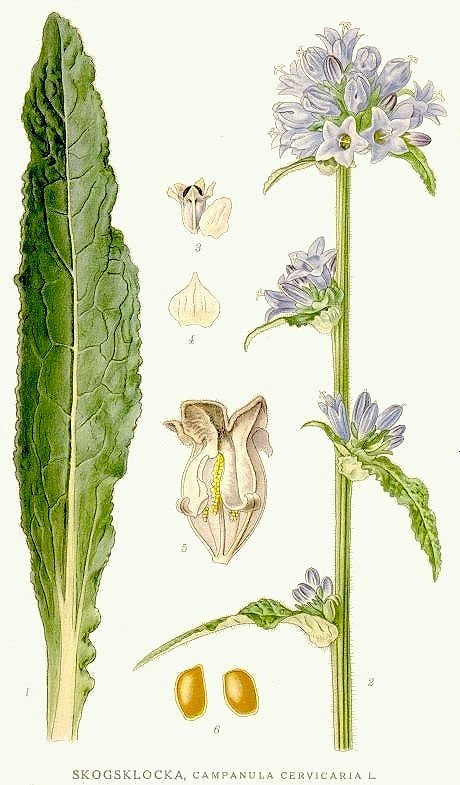
Illustration.
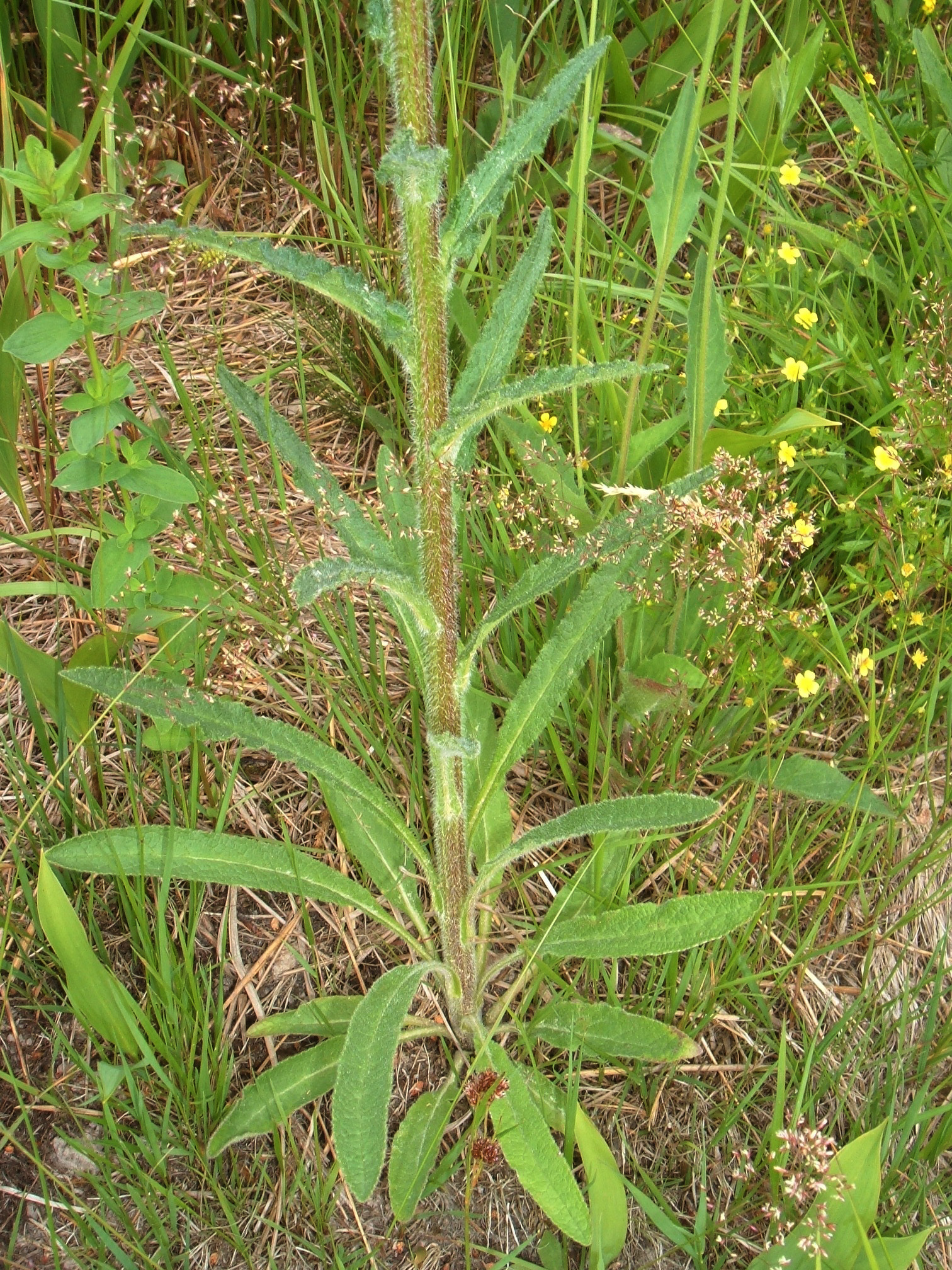
Plante.
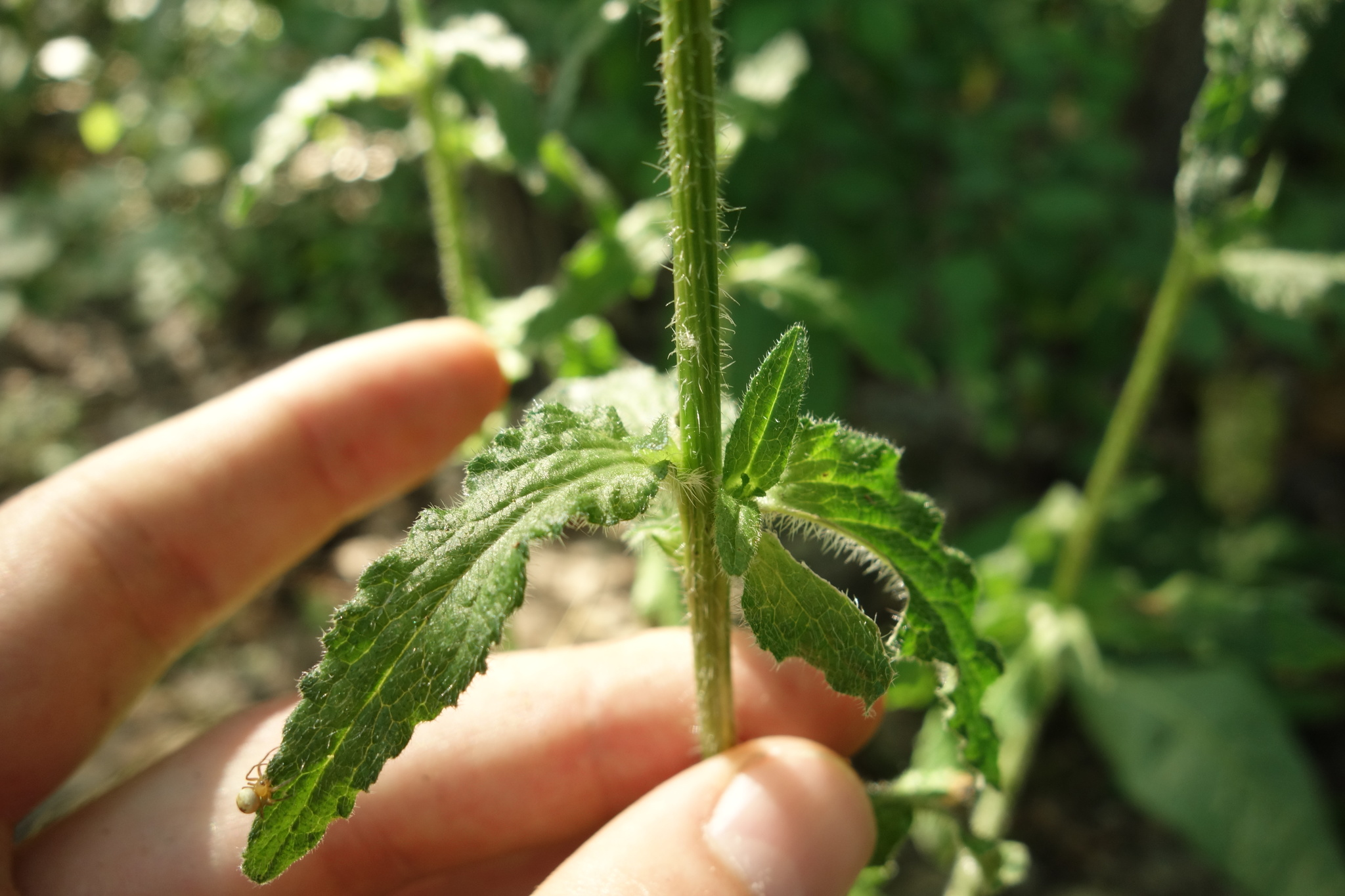
Feuillage.
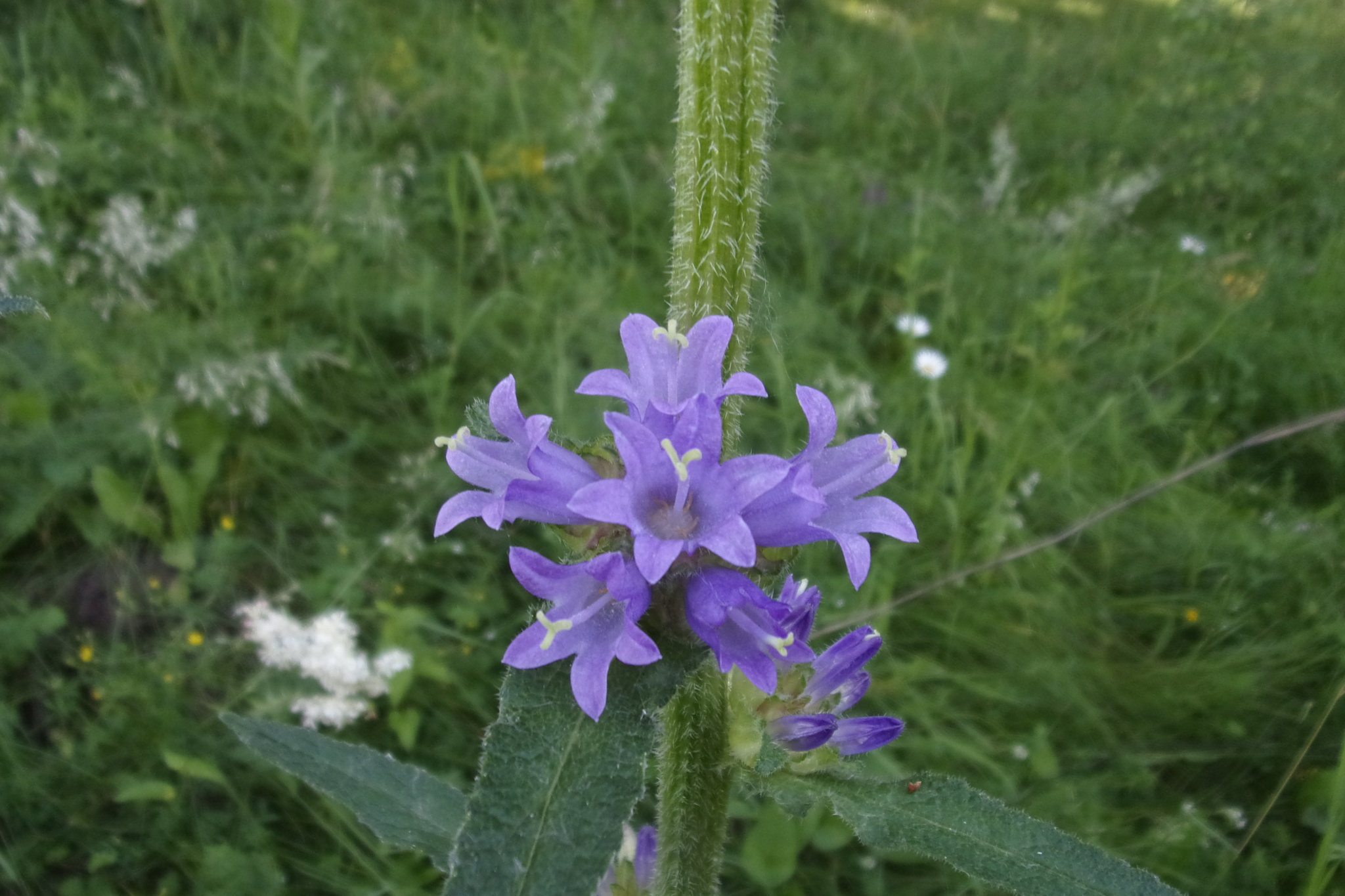
Fleurs.
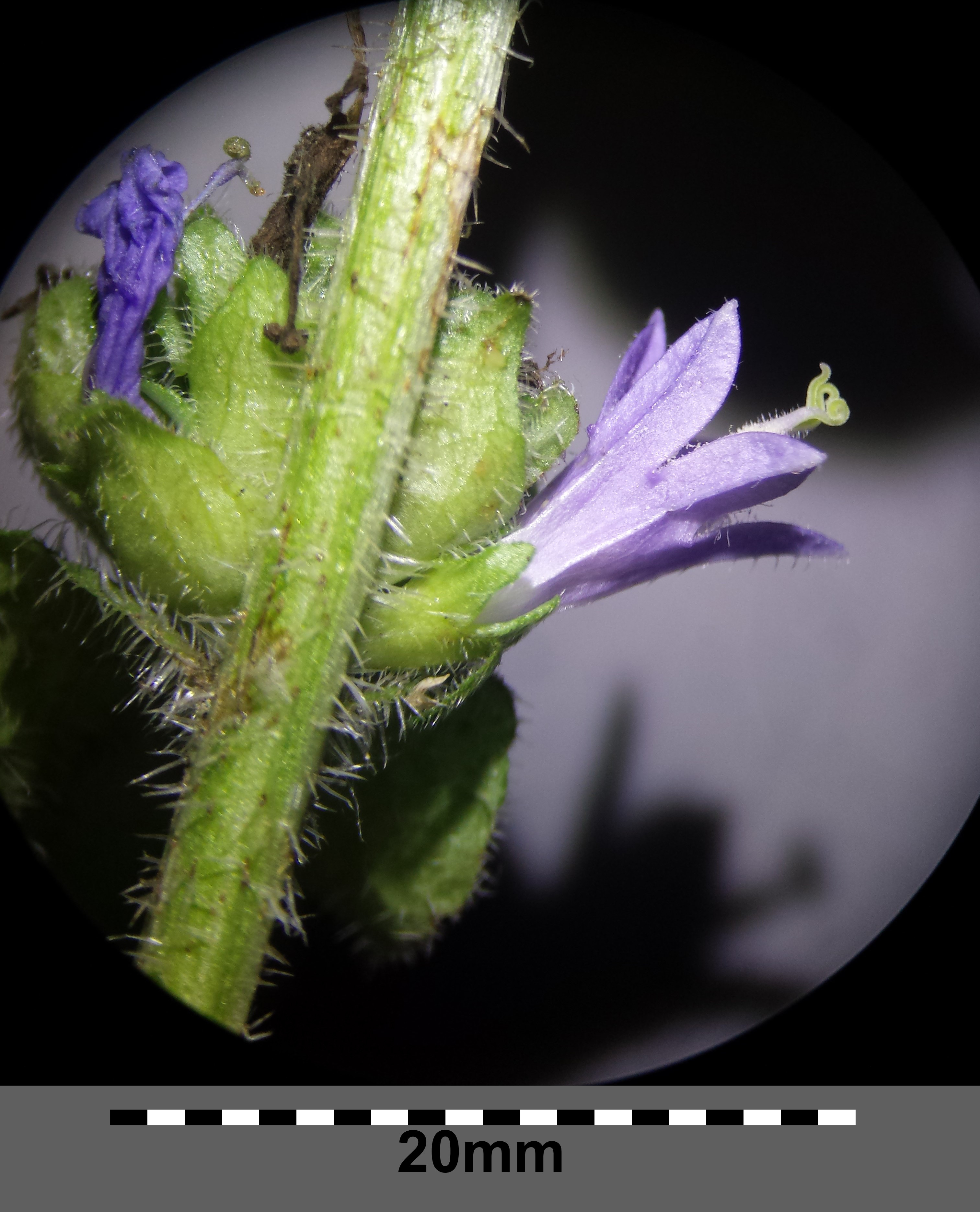
Tige et fleur.
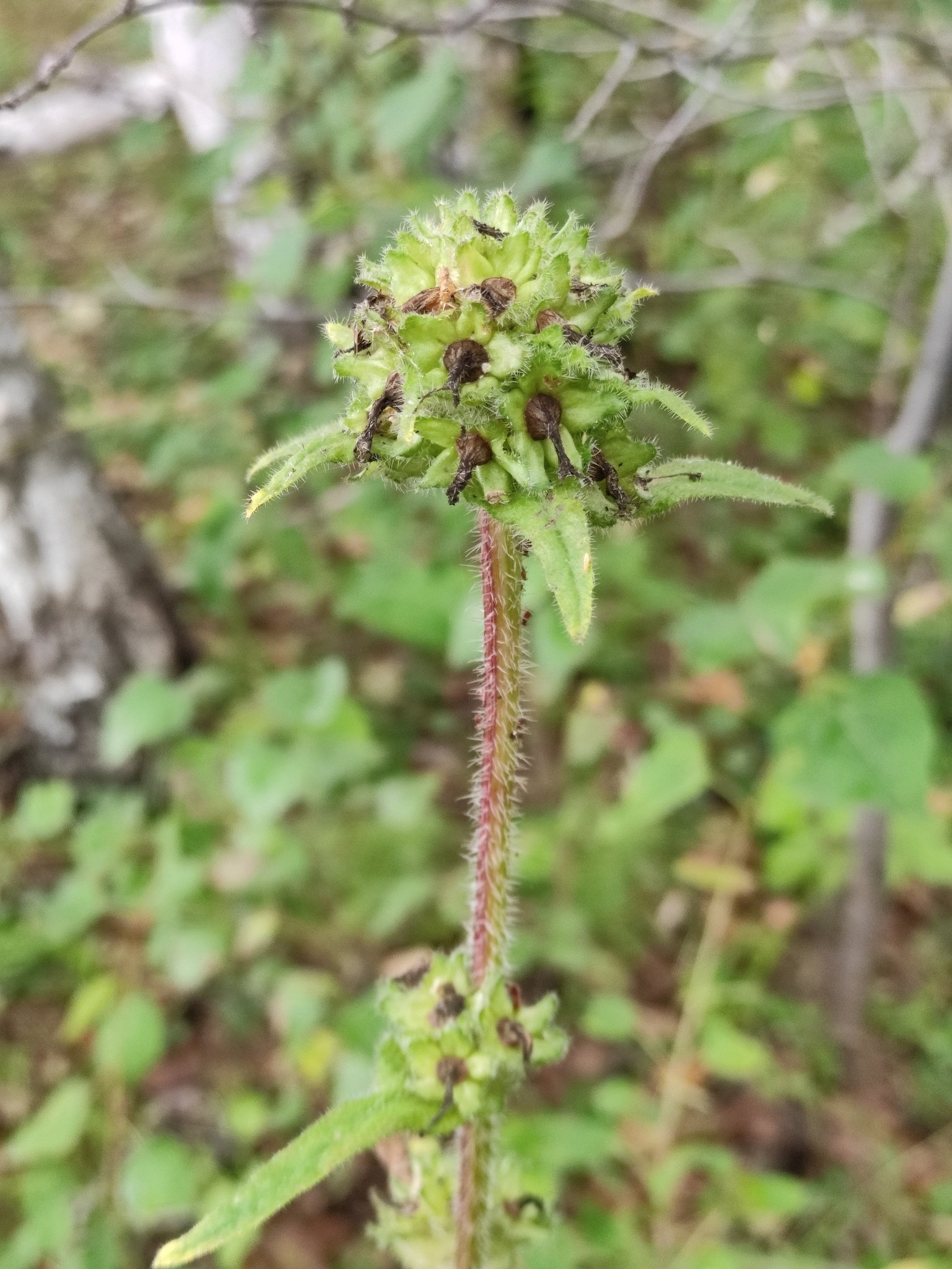
Fruit.